# 促肾上腺皮质素释放素
促肾上腺皮质素释放素是一种能参与应激反应的肽激素，也是一种释放激素。人类的促肾上腺皮质素释放素由CRH基因编码。 促肾上腺皮质素释放素主要功能是可以刺激垂体合成促腎上腺皮質激素。